# スルファドキシン・ピリメタミン
スルファドキシン・ピリメタミン（Sulfadoxine/pyrimethamine）は、商品名のファンシダー（Fancidar）で販売されている、マラリアの治療に用いられる併用薬である。スルファドキシン（スルホンアミド）とピリメタミン（抗原虫薬）が含まれている。マラリアの治療には、通常、アルテスネートなどの他の抗マラリア薬と共に使用される。アフリカのマラリア発生率が中程度から高度の地域では、妊娠の第2および第3トリメスター中に3回の投与が推奨される。
副作用には、下痢、発疹、かゆみ、頭痛、脱毛などがあげられる。まれに、中毒性表皮壊死症などの重度のアレルギー反応や発疹が発生することがある。一般的にスルホンアミドアレルギーまたは重度の肝臓病または腎臓病の人への投与は推奨されない。作用機序は、マラリアの葉酸を使用する能力を阻害することによって機能する。
スルファドキシン・ピリメタミンは、1981年に米国で最初に医療用に承認された。世界保健機関の必須医薬品リストに収載されている。米国では市販されていない。日本では2009年に製造販売が中止されている。